# El General
Edgardo Franco més conegut com a El General (Ciutat de Panamà, 27 de setembre de 1969) és un músic panameny.
Fill de Catalina, una dona amb ascendència de Jamaica i Trinitat, el seu pare, Víctor és d'arrels colombianes. Té 5 germans i 5 germanes. Als 12 anys, Edgardo va començar a escriure cançons inspirat en la situació social del seu barri i les seues pròpies vivències, els afegia melodies i després les gravava en cassets, que després distribuïa als conductors de transport col·lectiu perquè els posaren, en les seues rutes, i així dur el seu missatge a la comunitat.
L'èxit d'Edgardo Franco, deixa arrere aquells dies de pobresa en el seu natal barri de Río Abajo, en la capital panamenya quan era venedor de refrescs en els concerts de la ciutat de Panamà i somiava estar en els escenaris. En 1985 Edgardo va viatjar als Estats Units per a reunir-se amb la seua mare, qui havia emigrat uns anys abans. Un cop en Nova York, va assistir a l'Acadèmia d'Art i Música Erasmus Hall de Brooklyn, on va destacar com a president del Club Llatí i també assistia als seus companys amb les classes de matemàtica fins que es va graduar el 1987. Un any després, el 1988, es va retrobar amb amics d'infància que el van animar a tornar a escriure cançons, de fet, un d'ells que estava en l'armada li va donar el seu primer uniforme, i des d'eixe moment va adoptar la identitat que l'ha caracteritzat en el món artístic, "El General". Posteriorment, un productor jamaicà li va oferir gravar-li el seu primer tema, "Tu Pum Pum" en castellà però llançat al mercat anglòfon. Des de llavors, el seu somni es va convertir en realitat, collint una legió d'admiradors que el segueixen per Llatinoamèrica, Europa, Estats Units, Japó i fins i tot a Beijing, Xina.

## Discografia
- 1991 - Muévelo con El General
- 1992 - El Poder de El General
- 1995 - Es Mundial
- 1995 - Clubb 555
- 1997 - Rapa Pan Pan
- 1998 - Grandes Exitos
- 1998 - Colección Original: El General
- 2000 - Serie 2000: El General
- 2001 - Back to the Original
- 2003 - Move It Up